# Windows 7
| Windows /笔记本电脑操作系统市占率統計  | Windows /笔记本电脑操作系统市占率統計 | Windows /笔记本电脑操作系统市占率統計 | Windows /笔记本电脑操作系统市占率統計 | Windows /笔记本电脑操作系统市占率統計 |
| -------------------------------------- | ------------------------------------- | ------------------------------------- | ------------------------------------- | ------------------------------------- |
|                                        |                                       |                                       |                                       |                                       |
| Windows 11                             | Windows 11                            |                                       | 52%                                   | 52%                                   |
| Windows 10                             | Windows 10                            |                                       | 44.59%                                | 44.59%                                |
| Windows 7                              | Windows 7                             |                                       | 2.35%                                 | 2.35%                                 |
| Windows XP                             | Windows XP                            |                                       | 0.38%                                 | 0.38%                                 |
| Windows 8                              | Windows 8                             |                                       | 0.35%                                 | 0.35%                                 |
| Windows 8.1                            | Windows 8.1                           |                                       | 0.29%                                 | 0.29%                                 |
| 其他                                   | 其他                                  |                                       | 0.05%                                 | 0.05%                                 |
|                                        |                                       |                                       |                                       |                                       |
| 根据2025年7月StatCounter統計数据制作。 |                                       |                                       |                                       |                                       |

Windows 7（開發代號：Vienna，後期命名為“7”）是微軟於2009年推出的Windows NT系列電腦作業系統，供個人、家庭及商業使用，一般安裝於桌上型電腦、筆記型電腦、平板電腦、多媒體中心等。微軟時任行政總裁史蒂夫·巴爾默曾經在2008年10月，宣稱Windows 7是Windows Vista的「改良版」。
Windows 7于2009年7月22日發放給組裝機生產商（OEM），零售版於2009年10月23日在中国大陸及臺灣發布，香港于翌日发布。2011年10月StatCounter調查數據顯示，Windows 7已售出4.5億套，以40.17%市佔率超越Windows XP的38.72%。。
Windows 7的後繼作業系統是Windows 8（Windows 8.1是Windows 8的後續作業系統），在2012年10月26日上市。
2015年1月21日，微軟宣佈，Windows 7 SP1的用戶可在第一年內免費升級至Windows 10。但是，10天後便改口指企業版Windows的用戶仍需另外付費才能升級。2015年6月1日，微軟正式宣布於7月29日推出Windows 10，並隨Windows Update提醒符合升級用戶如何預約取得Windows 10。
Windows 7主流支援已於2015年1月13日到期，延伸支援已于2020年1月14日到期。但企业和机构客户可以选择付费延迟到2023年1月10日。

## 开发历史
以加拿大滑雪聖地Blackcomb為開發代號的Windows作業系統最初被计划为Windows XP和Windows Server 2003的后续版本。Blackcomb计划的主要特性是强调数据的搜索查询和与之配套名为WinFS的高级文件系统。但在2003年，随着开发代号为Longhorn的过渡性简化版本的提出，Blackcomb计划被延后。
2003年中，Longhorn具备了一些原计划在Blackcomb中出现的特性。2003年，三个在Windows操作系统上造成严重危害的病毒暴发后，微软改变它的开发重点，把一部分Longhorn上的主要开发計劃搁置，转而为Windows XP和Windows Server 2003开发新的服務包。Windows Vista的开发工作被“重置”，或者说在2004年9月推迟，许多特性被去掉。由于Blackcomb计划出现的主要特性已被取消。因此不能直接称呼 Windows 7 的开发代号为 Blackcomb。
2006年初，Blackcomb更名为 Vienna，然后又在2007年改称Windows Seven。2008年，微軟宣佈將"7"做為正式名稱，成為現在的最終名稱——Windows 7。

2008年1月，对选中的微软合作伙伴发布第一个公布版本Milestone 1（Build 6519 and 6574）。在2008年的PDC（Professional Developers Conference，專業開發人員會議）上，微軟發表Windows 7的新工作列以及開始功能表，並在會議結束時發佈了Build 6801，但是所發表的新工作列並沒有在這個版本中出現。

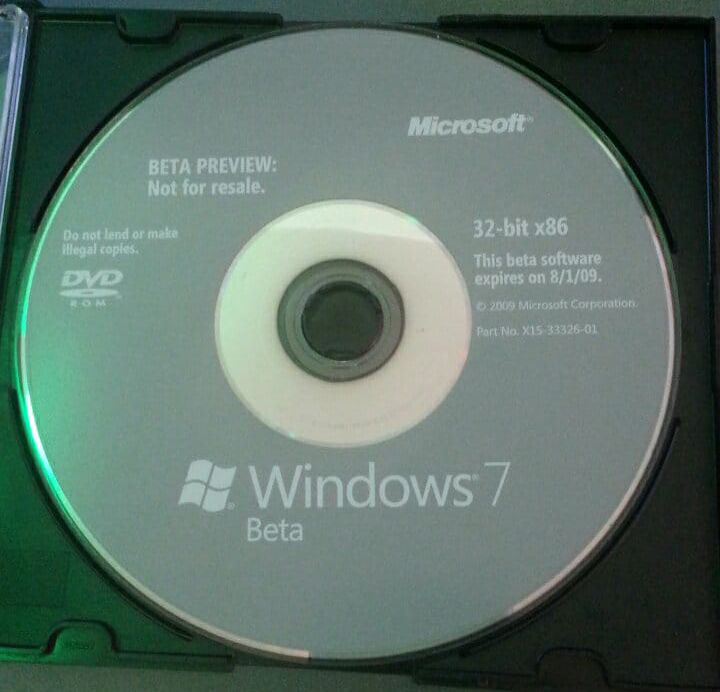
一張Windows 7測試版光碟

2008年12月27日，Windows 7 Beta透過BitTorrent洩漏到網路上。ZDNet針對這個版本測試，它在多個關鍵處都勝過Windows XP和Windows Vista，包括開機和關機的耗時、檔案和文件的開啟； 2009年1月7日，64-bit的Windows 7 Beta（Build 7000）被洩漏到網路上，並在不少的torrent檔案中附帶了特洛伊木馬病毒。在2009年的國際消費電子展（CES）上，微軟的首席執行官史蒂夫·巴爾默（Steve Ballmer）公布Windows 7 Beta已提供ISO映像檔給MSDN以及TechNet的使用者下載；該版本亦於2009年1月9日開放給大眾下載。微軟預計當日的下載次數能達到250萬人次，但由於流量過高，下載的時間就因而拖延了。一開始，微軟將下載期限延長至1月24日，後來又延至2月10日。無法在2月10日前下載完成的人會有兩天的延長期限。2月12日之後，未完成的下載工作會無法繼續，但已下載完成的人仍然可以從微軟的網站上取得產品序號。這個預覽版本會自2009年7月1日起開始每隔數小時自動關機，並於同年8月1日過期失效。2009年4月30日，RC（Release Candidate）版本（Build 7100）提供給微軟開發者網路以及TechNet的付費使用者下載；5月5日開放大眾下載。它亦有透過BitTorrent被洩漏到網路上。 RC版本提供五種語言，並會自2010年3月1日起開始每隔兩小時自動關機，並於同年6月1日過期失效。根據微軟，Windows 7的最終版本將於2009年的假期消費季發布。2009年6月2日，微軟證實Windows 7將於2009年10月22日發行，並同時發布Windows Server 2008 R2。2009年7月下旬，Windows 7零售版提供給製造商作為隨機作業系統銷售或是測試之用。並於2009年10月22日上午11時（UTC-4）由微軟首席執行官史蒂夫·巴爾默正式在紐約展開發布會。

### 目標
比爾·蓋茲在和新聞週刊的一個會談中，說到Windows 7更「以使用者為中心」。之後，他又提出Windows 7在執行程式方面上有較大的改進；史蒂芬·西諾夫斯基在Windows 7的技術部落格上說明了這一點：微軟將會在進步的前提下利用多種測量工具來測試作業系統，以增進其執行效率。

## 功能

### 新功能

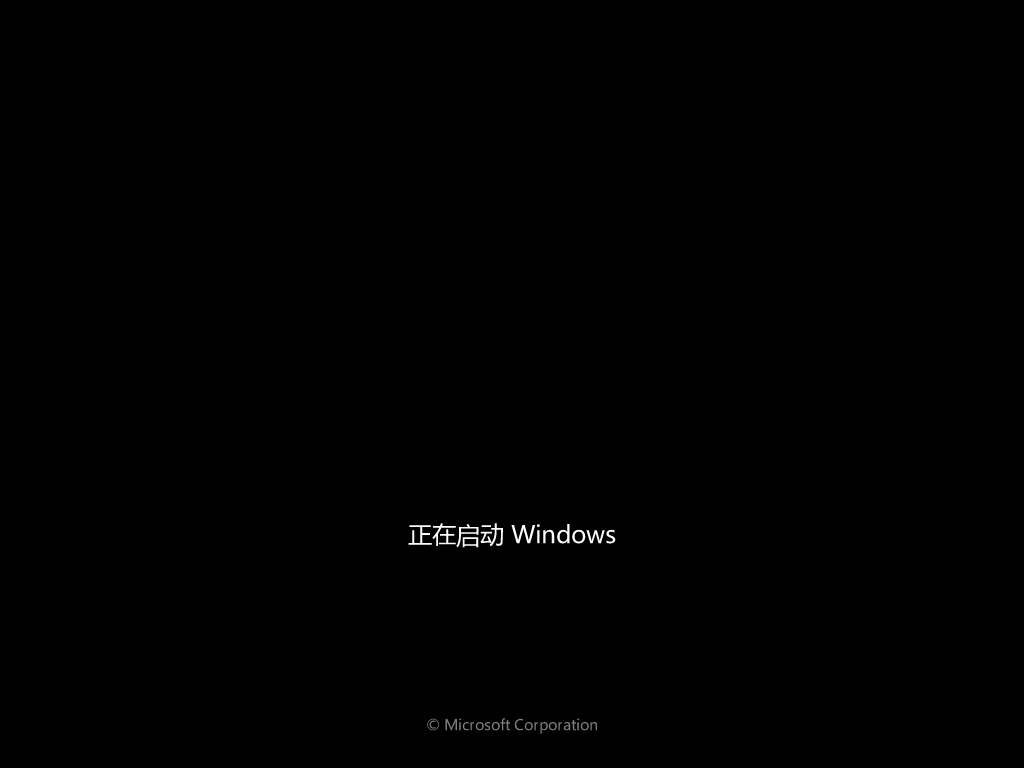
Windows 7的正在启动 Windows，不过这个启动画面并未用在相同内核的Windows Embedded 7和Thin PC上。

Windows 7提高了螢幕触控支持和手写识别，支持虚拟硬盘（VHD）改善多核心（Multi-Core）处理器的運作效率，開機速度和内核改进。增加的功能大致上包括：支援多個顯示卡、新版本的Windows Media Center（12）、一個供Windows Media Center（WMC）使用的桌面小工具、增強的音訊功能、內建的XPS和Windows PowerShell以及一個包含了新模式且支援單位轉換的新版小算盤。另外，其控制台也增加了不少新項目：ClearType文字調整工具、顯示器色彩校正精靈、桌面小工具（Desktop Gadget）、系統還原（System Restore）、疑難排解、工作空間中心（Workspaces Center）、認證管理員、系統圖示和顯示。舊有的Windows資訊安全中心被更名為「Windows行動作業中心」，它有保護電腦資訊安全的功能。
任务栏在外观上有較大的改變。原有的「快速启动」功能已被「釘」在工作列上的縮小程式圖示取代。這個功能不僅具有快速啟動原有的功能，也同時具有顯示目前正在運行的程式圖示的功能（這相當於Windows XP和Windows Vista工作列上原有的橫條狀程式顯示，只是改為圖示）。這些在工作列上的按鈕不但可以協助使用者執行開啟、縮到最小、放到最大以及關閉等基本程式操作，同時在程式支援的前提之下也能顯示一些該程式進階的功能或選項（例如：點選「記事本」（Notepad）但可以開啟程式，同時也能顯示最近打開的文件）。改进后的任务栏允许使用者将任务栏上的各个图标重新排列。在工作列最右端（系统时钟的右边）有一个小的长方形按钮，这个按钮提供快速「显示桌面」的功能（舊版Windows需要在工作列上按右鍵後選取「显示桌面」）。这个按钮是Windows 7新的「Aero Peek」功能的其中一項，使用者只要将滑鼠游標停在其上方，就可使所有的窗体变透明，僅顯示框線，如此便可以快速浏览桌面上的内容。另外，因為這個按鈕在右下方的角落，故在觸控式螢幕中，這個按鈕的設計會相對的較大，以方便使用者能夠點選。點選這個按鈕時，所有的視窗都將縮小化，而再點一次時，所有的視窗就會恢復至原先的大小。除此之外，有一項新功能「Aero Snap」，它能夠在使用者將視窗移至螢幕上／左／右的邊緣時自動將其最大化。這個功能有利於同時比較多個檔案之間的差異（當移動兩個或以上的視窗至邊緣時，視窗會依大小平均分配至整個桌面）。该功能也可以使用键盘快捷键執行。另外，在Aero的改進部分，當一个視窗被最大化時，该視窗的边缘以及最下方的工作列仍将保持透明（不同於Windows Vista）。
對開發者來說，Windows 7提供一套全新的网络API。这些API支援使用機器語言建立基于SOAP的网络服务（而非基于.NET的WCF网络服务）。此外，新的作業系統縮短应用程式安装所需的时间，对UAC进行改进，用户可以自己调节UAC，以減少UAC（User Account Control，使用者帳戶控制）提示的出现次数，简化安装時的安装过程，並對API增加不同語言的支援。
在2008年的Windows硬體工程研討會上，微软宣布Windows 7的色彩品質将支援30位元以及48位元。在Windows 7中，支援的显示模式包括16位元的sRGB、24位元的sRGB、30位元的sRGB、30位元宽色域的sRGB、48位元的scRGB。另外，微软也對SSD（Solid State Drive，固態硬碟）提供更好的支援，Windows 7将能夠唯一地辨认出一个SSD。
網際網路西式拱棋、網際網路西洋骰子棋以及網際網路西洋棋等三个在Windows Vista中被取消的游戏在Windows 7中又重新出現。
Windows 7内置了Internet Explorer 8和Windows Media Player 12。

Windows 7中的Windows功能。

和之前的作業系統相較起來，Windows 7允許使用者停用更多的Windows内置插件。Internet Explorer 8、Windows Media Player、Windows Media Center、Windows Search以及Windows Gadget Platform等都可以被使用者停用。 Windows 7新增了13种主题，分別是Afternoon（午後）、Calligraphy（书法）、Characters（特色）、Cityscape（城市景色）、Delta、Festival（慶典）、Garden（花園）、Heritage（遺跡）、Landscape（風景）、Quirky（反覆無常）、Raga（拉迦音樂）、Savanna（大草原）和Sonata（奏鳴曲）。在Windows 7 Professional、Enterprise和Ultimate三个版本中會含有一個類似虛擬微機「Windows Virtual PC」的功能。这种虚拟微机能讓使用者在Windows 7運行的同時執行不同的Windows环境，包括「Windows XP模式」。Windows XP模式可讓使用者在一台虚拟机上运行Windows XP，并将其正在运行的程式顯示於Windows 7的桌面上。 Windows 7允許使用者安装一个虚拟硬盘作为一般的数据储存介质，並可利用Windows 7內建的引导装置從虚拟硬盘中讀取並執行Windows系统。 Windows 7的远程桌面控制功能也有改善，它支援運行3D游戏、视频播放等多媒体程序，同時DirectX 10也可以在远程桌面（Remote Desktop）环境使用。另外，原本的Windows Vista Starter限制使用者只能同時運行三個程式，但在Windows 7 Starter中，這個限制已經取消。

### 移除的功能
Windows 7删除了Windows Vista中的许多功能和一些程序，如传统开始菜单样式、Windows Ultimate Extras、墨球和Windows行事曆。Windows 7去除了Windows Vista中捆绑的三个软件—Windows Photo Gallery、Windows Movie Maker和Windows Mail，以名为Windows Live Essentials/Windows Essentials的可选软件包方式单独提供。
部分功能本是為Vista而設，如Windows PowerShell，雖也是Windows 7的基本部分，但可能會在完成之後才單獨發佈。現時Windows PowerShell已單獨發佈出來。
Windows 7 Beta還有「Sandbox」（沙盒）功能，其功能接近於在開發Longhorn系統時的「Alpha/White Box」，所有非管理代碼將會在沙盒系統中運行，這樣接入「外界」將被操作系统控制。對底層的訪問將被從沙盒內部禁止，同樣還有對文件系統、硬件抽象層（HAL）以及完全內存地址的直接訪問。所有對外部應用程序、文件和協議的請求都將被操作系统管理，任何惡意行為都將被立刻中止。如果這一方法成功，它預示著極強的安全和保障：如果惡意軟件能被有效地鎖在一個玻璃盒中的話，它事實上不可能對系統造成任何傷害。不过在正式发行版移除了沙盒功能。
另一個有趣的功能就是一種通用語言可以解讀使用者的指令。這包含了「自動完成全句指示」的功能，在現時主流搜尋引擎中已具備這項功能（例如：微軟自家的Bing，以及第三方搜索引擎諸如Yahoo及Google），它的功能是可以輸入錯誤的語法亦能讓電腦正常執行該條指令。

### 向下兼容性
Windows 7涵蓋32位元和64位元二個版本，顧及從32位元系統過渡到64位元系統的趨勢。Windows Server 2008 R2則只對應64位元伺服器系統，但亦會兼容32位元程式。而16位元視窗系統和MS-DOS應用程式，則提供有限度支援，情況如同Windows Vista x64版本。
Windows 7新增加一個稱為「Windows XP模式」的功能。此功能可以讓Windows 7通过虚拟化技术调用虚拟机中的Windows XP，实现近乎的完全相容。這個功能只在Windows 7專業版(Professional)、企業版(Enterprise)及旗艦版(Ultimate)版本中以免費授權的方式開放。

## 反壟斷調查
Windows 7如同微軟其他作業系統一樣，也被美國的反壟斷專家監察；分析師Michael Gartenberg和Jupiter Research表示：「微軟的挑戰將是如何在沒有相抵觸當地相關法規的情況下，把消費者想要的新功能添加到Windows 7上。」微软在Windows 7的工程博客上宣布，Windows7相比起Windows Vista，用户将可以关闭更多的功能，其中就包括Internet Explorer。在歐洲，Windows 7的用戶可選擇Internet Explorer以外的瀏覽器，其中包括Mozilla Firefox、Google Chrome以及Opera，因為預裝Internet Explorer的行為被列入為壟斷行為之一。

## 版本
微軟於2009年2月宣佈Windows 7將發行6個版本。和Windows Vista一样，除了簡易版（Starter）只提供32位元版本之外，其餘五個版本都會發行32位和64位兩種版本。但零售全包装产品（Full Packaged Product）的家庭普通版（Home Basic）内只含有32位元光盘。

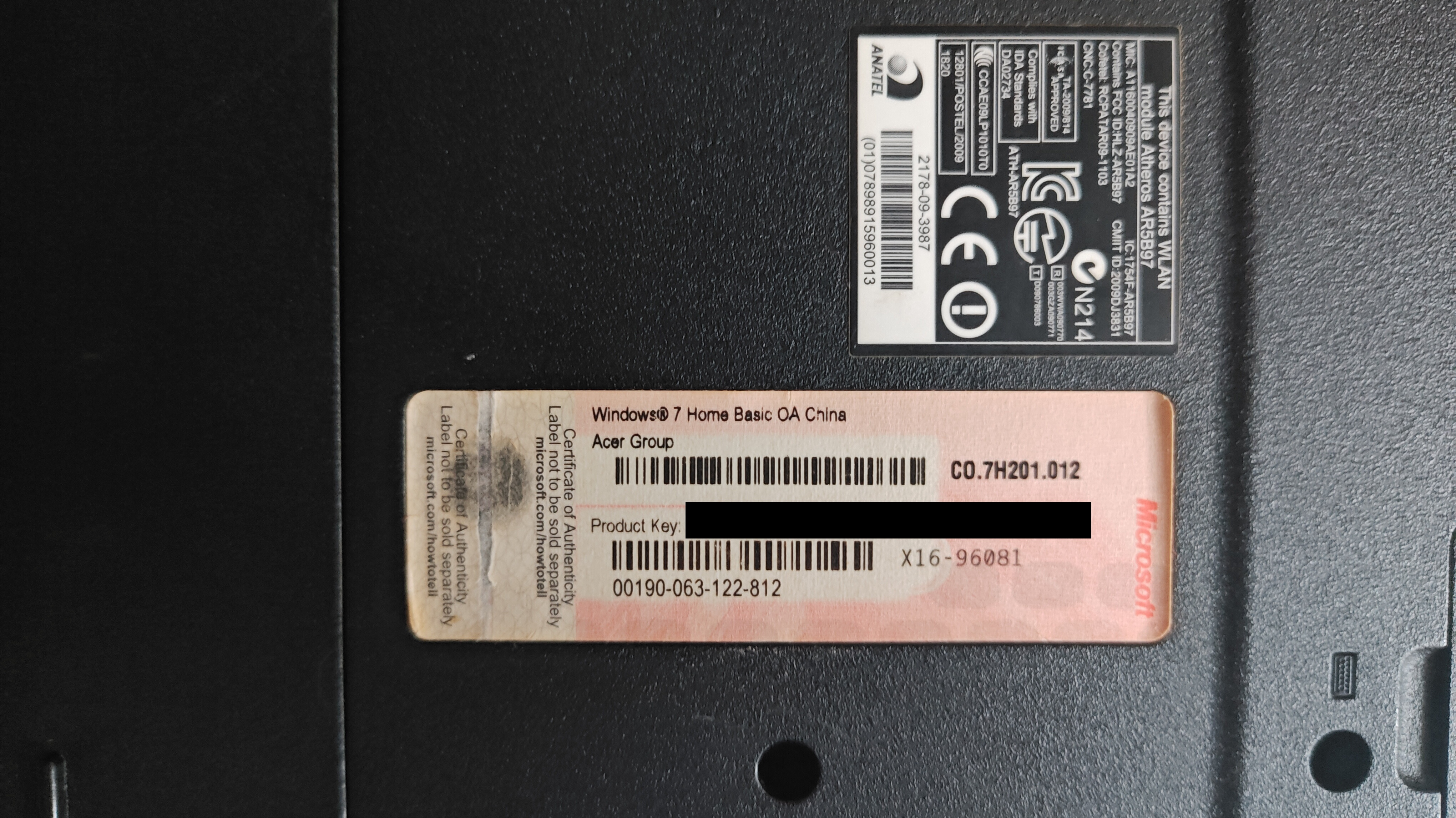
一張宏碁OEM版Windows 7 家庭普通版的产品密钥。

Windows 7提供了六个不同版本，其中Home Premium，Professional和Ultimate零售版在大多数国家/地区都有零售，并且作为新计算机上的预装软件。家庭高级版和专业版分别针对家庭用户和小型企业，而旗舰版则针对发烧友。 Windows 7的每个版本均包含其下面版本的所有功能和功能，并针对其细分市场增加了其他功能；例如，专业版增加了其他网络和安全功能，例如加密文件系统和加入域的功能。 Ultimate包含Home Premium和Professional的功能的超集，以及面向高级用户的其他高级功能，例如BitLocker驱动器加密；与Windows Vista不同，没有为Windows 7 Ultimate创建“附加功能”附加组件。零售版提供“升级”和成本较高的“完整”版本许可证； “升级”许可证需要安装Windows的现有版本，而“完整”许可证可以安装在没有现有操作系统的计算机上。
其余三个版本不零售，其中两个版本通过OEM渠道作为预装软件专门提供。 简易版是Windows 7的简化版本，适用于诸如上网本之类的低成本设备。 与Home Premium相比，Starter减少了多媒体功能，不允许用户更改桌面墙纸或主题，禁用“ Aero Glass”主题，不支持多台显示器，并且只能处理2GB的RAM。 Home Basic仅在新兴市场销售，定位在Home Premium和Starter之间。 最高版本的企业版在功能上与Ultimate相似，但仅通过Microsoft的软件保障计划通过批量许可出售。
除Starter之外，所有版本均支持IA-32和x86-64体系结构。 入门版仅支持32位系统。 Windows 7的零售副本分发在两张DVD上：一张用于IA-32版本，另一张用于x86-64。 OEM副本包括一张DVD，具体取决于许可的处理器体系结构。 Windows 7消费者版本的安装媒体是相同的。 产品密钥和相应的许可证确定安装的版本。 Windows随时升级服务可用于购买解锁版本的升级，这些升级版本可以解锁更高版本的功能，例如从Starter到Home Premium，以及从Home Premium到Ultimate。Windows 7的大多数副本仅包含一个许可证。 在某些市场中，Windows 7 Home Premium的“家庭包”版本也在有限的时间内发布，可以在最多三台计算机上进行升级。 在某些地区，仅出售Windows 7的副本，并且只能在指定的区域中激活。
值得留意的是，雖然是叫「Windows 7」，但軟件版本號是「6.1」而非「7.0」。因為版本是「6.1」，所以「Windows 7」嚴格上在内核层面仍于「Windows Vista」同级别，这个和Windows XP在内核层面上与Windows 2000同级别是相类似的。

## 硬件要求
Windows 7 32位版本的硬件需求与Windows Vista Premium Ready PC等級相同。微软已经为Windows 7发布了Windows 7 Upgrade Advisor。
| 架構         | 32位元                        | 64位元                        |
| ------------ | ----------------------------- | ----------------------------- |
| 中央處理器   | 1 GHz                         | 1 GHz                         |
|              | 1 GB                          | 2 GB                          |
| 顯示卡       | 支持DirectX 9.0               | 支持DirectX 9.0               |
|              | 128 MB（開啟Windows Aero）    |                               |
| 硬盘最小容量 | 16 GB                         | 20 GB                         |
| 光驱         | DVD-ROM或DVD燒錄機            | DVD-ROM或DVD燒錄機            |
| 激活要求     | 网络或电话，用以激活Windows。 | 网络或电话，用以激活Windows。 |

若要使用以下特定功能，則需另外符合其他額外的硬體需求：
- Windows XP 模式（限專業版、企業版、旗艦版）：若要使用此功能，則必須要有額外的1GB内存和15GB的硬盘空间。另外，原本尚要求CPU必須要支持虛擬化技術（Intel-VT或AMD-V），但此項要求已經於2010年3月20日由微軟所發布的补丁解除。[55]
- Windows Media Center（限家用進階版、專業版、企業版、旗艦版）：必須要有一隻電視遙控器。

## 硬件支持

### 内存
不同版本的Windows 7所支持的内存（RAM）上限不同。
| 版本         | 處理器架構      | 處理器架構    |
| 版本         | IA-32（32-bit） | x64（64-bit） |
| ------------ | --------------- | ------------- |
| Ultimate     | 4 GB            | 192 GB        |
| Enterprise   | 4 GB            | 192 GB        |
| Professional | 4 GB            | 192 GB        |
| Home Premium | 4 GB            | 16 GB         |
| Home Basic   | 4 GB            | 8 GB          |
| Starter      | 2 GB            | 不適用        |

### 處理器
Windows 7 Professional、Enterprise、Ultimate支援雙枚物理處理器（雙路處理器平台）。
Windows 7 Starter, Home Basic, Home Premium只支援一枚物理處理器。處理器不論核心數目或超線程，均視作一枚物理處理器。
32位元Windows 7支持最多32個邏輯處理器，64位元版本支持最多256個邏輯處理器。一個邏輯處理器是指：1）超線程下，每個核心的兩個線程的其中一個處理端；或2）不支持超線程下，處理器的核心數目。

## 售價
Windows 7各版本的售價均較Windows Vista低約10%。
| 地區     | 家用入門版 | （升級） | 家用進階版 | （升級）  | 專業版    | （升級）  | 旗艦版     | （升級）  |
| -------- | ---------- | -------- | ---------- | --------- | --------- | --------- | ---------- | --------- |
| 美国     | 不發行     | 不發行   | US$ 199    | US$ 119   | US$ 299   | US$ 199   | US$ 319    | US$ 219   |
| 中国大陆 | CN¥ 399    | CN¥ 499  | CN¥ 699    | CN¥ 899   | CN¥ 1,399 | CN¥ 1899  | CN¥ 2,460  | 不發行    |
| 臺灣     | 不發行     | 不發行   | NT$ 6,990  | NT$ 4,170 | NT$ 9,890 | NT$ 6,880 | NT$ 10,590 | NT$ 8,390 |
| 香港     | 不發行     | 不發行   | HK$ 1,299  | HK$ 1,099 | HK$ 2,599 | HK$ 1,760 | HK$ 2,699  | HK$ 1,860 |

## 试用版停用
2010年2月2日下午，微软宣布将終止2009年发行的Windows 7发布候选版。2月15日开始，該版本用户将每隔数小时收到系统的警告通知。3月1日起，系统运行每隔两小时自动关机一次，且关机前不发出警告。

## 更新

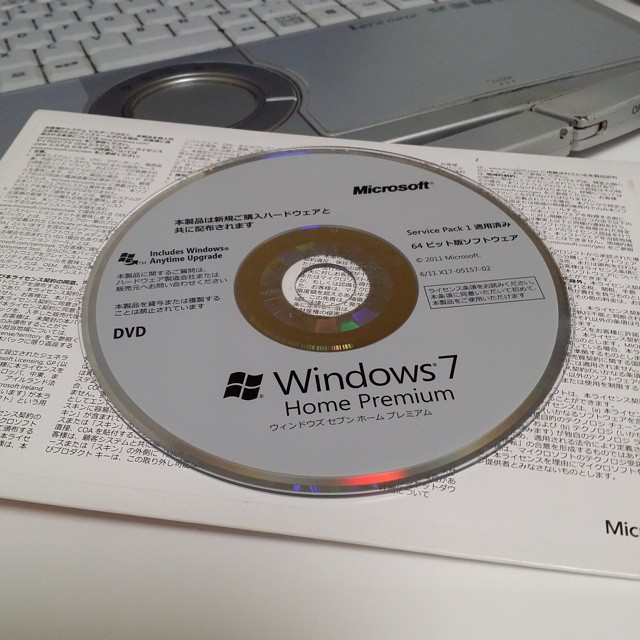
Windows 7 SP1 日文家庭版安装光盘

### Service Pack 1
Windows 7的第一个服务包Service Pack 1于2010年3月18日发布，正式版于当地时间2011年2月23日凌晨通过Windows Update推送给台湾普通用户，用户也可在之后于微软下载中心下载得到此服务包。
该服务包传承了当年Windows Vista和Windows Server 2008的惯例，将Windows 7的和Windows Server 2008 R2的更新程序捆绑于同一个包内。其中32位的服务包大小约为537MB，而64位Windows 7和Windows Server 2008 R2的服务包大小高达903MB。
Windows 7 Service Pack 1添加了对高级矢量扩展（AVX）（处理器的256位指令集扩展）的支持，并通过向其添加其他标识字段（如电子邮件ID）来改进IKEv2。另外，它增加了对高级格式512e的支持以及其他身份联合服务。 Windows 7 Service Pack 1还解决了与HDMI音频有关的错误以及与打印XPS文档有关的另一个错误。

### 平台更新
在2012年11月5日发布预发布版本后，Windows 7 SP1和Windows Server 2008 R2 SP1平台更新于2013年2月26日发布，包含Internet Explorer 10。
它包括Direct2D，DirectWrite，Direct3D，Windows图像组件（WIC），Windows高级光栅化平台（WARP），Windows动画管理器（WAM），XPS Document API，H.264视频解码器和JPEG XR解码器的增强。但是，由于更新不包括Windows 8中的DXGI / WDDM 1.2，因此对Direct3D 11.1的支持受到限制，从而使许多相关API和重要功能（如立体帧缓冲区，功能级别11_1和10_0、10_1和11_0级别的可选功能）不可用。

## 外部連結
- Windows 7官方網站 (存檔于互联网档案馆)
- 中國大陸Windows 7官方網站（存档于互联网档案馆）
- 臺灣Windows 7官方網站 (存檔於網際網路檔案館)
- 香港Windows 7官方網站（存檔於互聯網檔案館）
- Windows 7 終止支援資訊 （页面存档备份，存于）